# Hubschrauberabsturz vor Athos
Beim Hubschrauberabsturz vor Athos am 11. September 2004 stürzte ein Hubschrauber des Typs Boeing-Vertol CH-47D in den Singitischen Golf. Alle 17 Personen an Bord starben, unter ihnen Petros VII., Patriarch von Alexandria und ganz Afrika.

## Ablauf

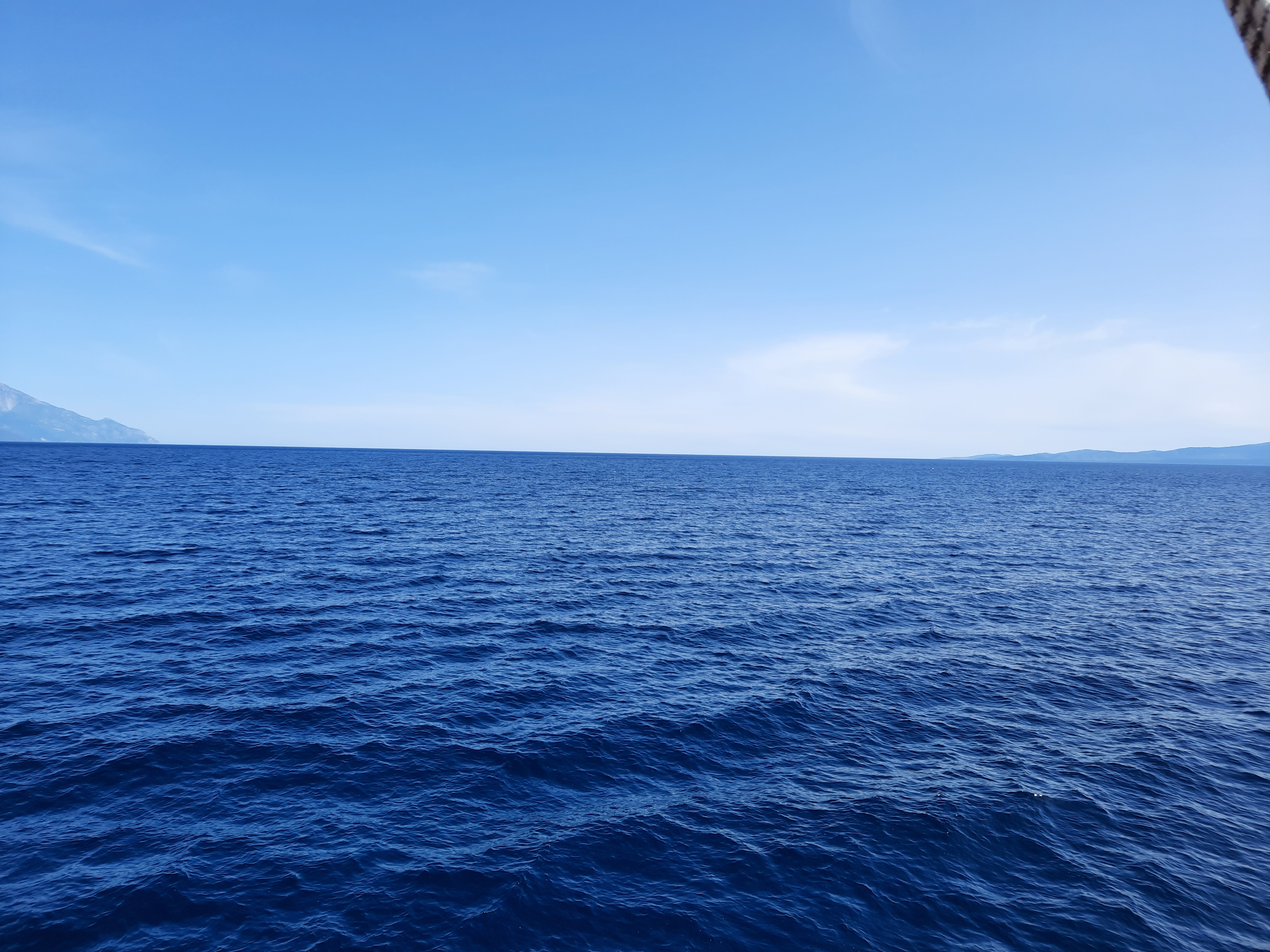
Singitischer Golf zwischen Sithonia und Athos

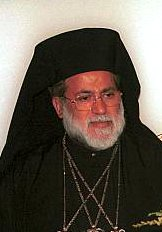
Patriarch Petros VII. von Alexandrien

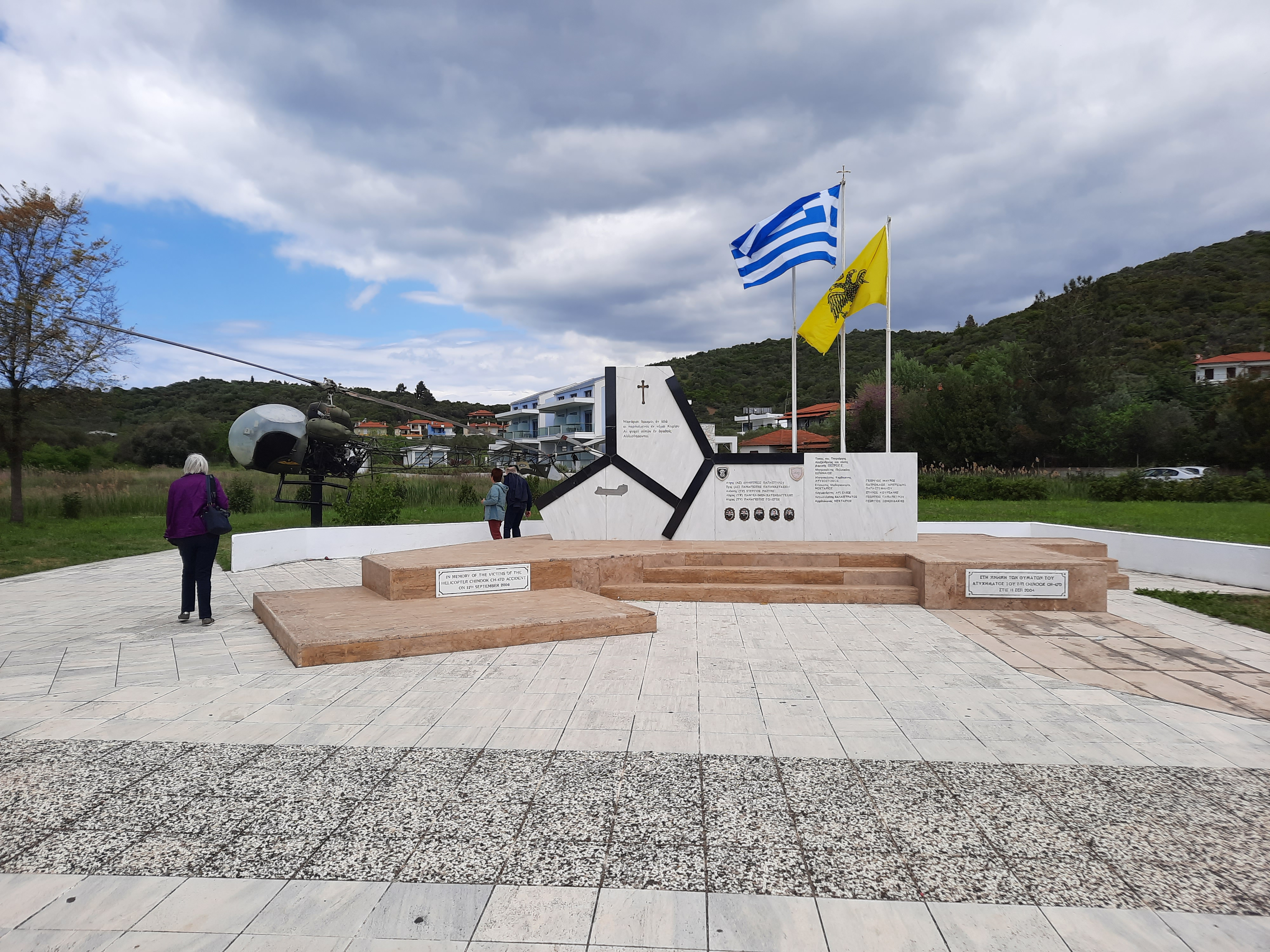
Denkmal für die Opfer des Hubschrauberabsturzes am 11. September 2004

Am 11. September 2004 sollte Patriarch Petros VII. zu einem Besuch des Heiligen Berges Athos reisen. Den Transport übernahmen die griechischen Heeresflieger mit einem Hubschrauber des Typs CH-47D Chinook. Der Patriarch wurde von 11 weiteren Geistlichen begleitet, die meisten aus dem Patriarchat Alexandria in Ägypten. Neben der vierköpfigen Besatzung befand sich ein hoher Militärvertreter an Bord. Um 10:54 Uhr wurde das letzte Signal des Hubschraubers empfangen. Er stürzte ca. 5,5 Seemeilen (ca. 10,2 km) vor Berg Athos ins Meer.

## Bergung und Untersuchung
Erste Wrackteile des Hubschraubers sowie einige der Leichen wurden bereits am 11. September 2004 gefunden. Die griechischen Streitkräfte setzten eine Untersuchungskommission ein. Bis zum 22. November 2005 konnten weitere Teile des Hubschraubers geborgen werden, darunter der Flugschreiber. Nicht geborgen werden konnten neben dem zweiten Flugschreiber das Cockpit sowie der vordere Rotor.
Festgestellt wurde, dass der Copilot weder über ein aktuelles Gesundheitszeugnis noch einen aktuellen beruflichen Eignungstest verfügte.
Geborgene Teile des Hubschraubers wurden auch von US-amerikanischen Behörden und vom Hersteller Boeing untersucht.
Letztlich konnte die genaue Ursache des Absturzes nicht ermittelt werden.

## Prozess
Angehörige der Absturzopfer strengten einen Prozess vor dem Europäischen Gerichtshof für Menschenrechte an, da Griechenland nach ihrer Auffassung nicht genug zur Aufklärung des Unfalls unternommen habe. Insbesondere wurden der zweite Flugschreiber und der vordere Rotor nicht geborgen. Der fragliche Rotor habe zu einer Charge gehört, die Boeing in einem Rundschreiben als fehlerhaft bezeichnet habe. Die Klage wurde letztlich abgelehnt, weil die griechischen Streitkräfte nachweisen konnten, dass der Hubschrauber ordnungsgemäß gewartet wurde. Unmittelbar vor dem Abflug sei der Hubschrauber nochmals entsprechend den Sicherheitsrichtlinien überprüft worden, wobei keine Mängel festgestellt wurden. Daraufhin habe der Hubschrauber eine Starterlaubnis ohne Einschränkungen erhalten.

## Gedenken
In Porto Koufo auf der Halbinsel Sithonia nahe dem Unglücksort befindet sich ein Denkmal für die Opfer des Absturzes.